# Maria Sterre der Zeekerk (Simpson Bay)
De Maria Sterre der Zeekerk is een rooms-katholieke kerk in Simpson Bay op het Nederlandse deel van het eiland Sint Maarten. De kerk ligt aan de Simpson Bay Road.
De kerk is gewijd aan Sterre der Zee, een andere naam voor Maria, en is onderdeel van het Bisdom Willemstad.
In 1844 werd op het eiland de eerste kerk gebouwd, de Sint-Martinus van Tourskerk. Door de toename van geloof en bevolking op het eiland was enkel die kerk al snel te weinig. Daarom werd in 1897 (op de plek van de Maria Sterre der Zeekerk) een kapel gebouwd. Deze werd in 1965 uitgebreid tot de Maria Sterre der Zeekerk, zoals die er nu is. In 1977 werd nog een kerk gebouwd, de Risen Christ Catholic Church, in South Reward.